# بایرون چانگ
بایرون چانگ یک هنرپیشه کره ای است که در چندین سریال تلویزیونی و فیلم های اصلی به عنوان مهمان بازی کرده است.  برخی از نقش های برجسته او شامل حضور در نمایش های تلویزیونی مانند افزایش دما ، خیابان‌های سانفرانسیسکو ، سفر شگفت‌انگیز ، چهار قسمت از با، با گوسفند سیاه ، کاراگاه راکفورد ، نجات ۱ ، هفت قسمت از ام*ای*اس*اچ است., شکارچی, آتش گابریل, آژانس, بال غربی, مستعار, و چهار قسمت از سریال لاست . او در قسمت‌های اولیه سریال جستجو در سال ۱۹۷۲ نقش تکنسین پروبی کنترل کورودا را بازی می‌کرد و در فیلم آزمایشی آن سریال، پروب، ظاهر شد. اخیراً او در قسمتی از سریال آبی تیره ظاهر شد که در آن نقش یک اوباش شرور و مجلل کره ای را بازی کرد.

## حضور و شخصیت‌های تلویزیونی
- ۱۹۷۲-۱۹۷۳: جستجو - همه فصول (کورودا)
- ۱۹۷۶: Baa, Baa, Black Sheep - فصل ۱, قسمت ۱۷ و ۲۴ (Cpt. تومیو تامی هاراچی)
- ۱۹۷۷: با، با گوسفند سیاع - فصل ۲, قسمت ۳ و ۵ (Cpt. تومیو تامی هاراچی)
- ۱۹۸۴: Airwolf - فصل ۲، قسمت ۱۳ (هوا)
- ۱۹۹۰: شکارچی - فصل ۷، قسمت ۶ (سم وو)
- ۲۰۰۳: مستعار - فصل ۳، قسمت ۱۲ (سرهنگ یو)
- ۲۰۰۴: Lost - فصل ۱، قسمت ۱۷ (آقای پایک)
- ۲۰۰۶: Lost - فصل ۳، قسمت ۲ - ۱۸ (آقای پایک)
- ۲۰۰۸: Lost - فصل ۴، قسمت ۱۲ (آقای پایک)